# قایم‌باشک
قایم باشک (قایم موشک، قایم شدنک یا چشم گیرک) در فارسی افغانستان چشم‌پُتَکان، یک بازی است که در آن چند تن پنهان می‌شوند تا کسی پیدایشان کند. این بازی بیشتر در یک میدان باز انجام می‌شود و می‌تواند هر اندازه بازیکن داشته باشد.
در لغت نامه دهخدا نیز از این بازی با «سرقایمک» ، «سرقایمک بازی» و «قایم باشک» یاد شده است.

## روش بازی
در آغاز، یکی از بازیکن‌ها، با قرعه‌کشی، انتخاب می‌شود. سپس او چشم‌هایش را با دست می‌بندد و تا یک شماره (مانند صد یا پنجاه) می‌شمارد، که به این کار می‌گویند «چشم گذاشتن». در این میان، بازیکن‌های دیگر خود را پنهان می‌کنند تا او نتواند آن‌ها را ببیند. پس از پایان شمارش، کسی که چشم گذاشته به دنبال دیگر بازیکن‌ها می‌رود تا آن‌ها را پیدا کند.
اگر بازیکنی را بیابد، باید نام و پنهان‌گاه او را بلند بگوید تا آن بازیکن از پنهان‌گاهش بیرون بیاید. اگر نام و پنهان‌گاه درستی گفته شده باشد، چشم‌گذارنده باید خود را، پیش از بازیکن نامبرده، به جایگاه چشم‌گذاری برساند و بلند بگوید «سُک‌سُک» تا آن بازیکن را ببازاند. بازیکن نامبرده می‌تواند، زودتر از چشم‌گذارنده، خود را به جایگاه چشم‌گذاری برساند و با گفتن «سُک‌سُک، همه آزاد»، از باختن خود و بازیکن‌های نامبرده و بازندهٔ پیش از خود جلوگیری کند. اگر نام یا پنهان‌گاه نامبرده، نادرست باشد، بازیکن نامبرده نباید از پنهان‌گاهش بیرون بیاید و می‌تواند دنبالهٔ بازی را انجام دهد.
سرانجامِ بازی می‌تواند به دو گونه باشد. یک آن که چشم‌گذارنده بتواند همه را بیابد؛ که سپس نخستین بازیکنِ باخته، یا نخستین کسی که «آزاد» نشده‌است، چشم‌گذارندهٔ دورِ دیگرِ بازی می‌شود. دیگر آن که آخرین بازیکنِ پیدا نشده بتواند با رسیدن به جایگاه چشم‌گذاری (پیش از چشم‌گذارنده) و گفتنِ «سُک‌سُک، همه آزاد»، همه را آزاد کند؛ که سپس چشم‌گذارندهِ همان دور، چشم‌گذارندهِ دورِ دیگر نیز می‌شود.

## وجه تسمیه
گروه واژه گزینی فرهنگستان زبان و ادب فارسی در ادامه نکات زبانی خود، درباره نام این بازی کودکانه آورده است: «تا به حال چند بار قایم موشک بازی کرده ⁪اید؟ چشم می‌گذاریم و قایم می⁪‌شویم، اما نه موشی داریم و نه موشکی هوا می‌کنیم. فقط باید قایم شویم تا پیدایمان کنند. نام این بازی در اصل قایم باشک است؛ قایم + باش + پسوند اسم⁪ سازِ «ک». 
طی فرایندی به نام همگونی (به دلیل سهولت تلفظ) ، حرف «ب» باشک در کنار «م» قایم تبدیل به ماشک شده است. در زبان گفتار، تبدیل الف به واو بسیار رایج است، مانند خانه و خونه. ازاین رو، ماشک هم تبدیل به موشک شده است».